# Трисульфид дииндия
Трисульфид дииндия — бинарное неорганическое соединение, соль металла индия и сероводородной кислоты с формулой In2S3, тёмно-красные или жёлтые кристаллы, нерастворим в воде, термически устойчив, полупроводник.

## Получение
- Непосредственно из элементов:

{\displaystyle {\mathsf {2In+3S\ {\xrightarrow {1100^{o}C}}\ In_{2}S_{3}}}}
- Действием сероводорода на его оксид

{\displaystyle {\mathsf {In_{2}O_{3}+3H_{2}S\ {\xrightarrow {500-700^{o}C}}\ In_{2}S_{3}+3H_{2}O}}}
- Действие сероводорода на растворимую соль индия:

{\displaystyle {\mathsf {In_{2}(SO_{4})_{3}+3H_{2}S\ {\xrightarrow {}}\ In_{2}S_{3}\downarrow +3H_{2}SO_{4}}}}

## Физические свойства
Трисульфид дииндия образует тёмно-красные или жёлтые кристаллы кубической сингонии, параметры ячейки a = 0,536 нм, Z = 1,33.
Имеется высокотемпературная кубическая фаза с параметрами ячейки a = 1,0724 нм, Z = 10,667.

## Химические свойства
- Реагирует с концентрированными кислотами:

{\displaystyle {\mathsf {In_{2}S_{3}+6HCl\ {\xrightarrow {100^{o}C}}\ 2InCl_{3}+3H_{2}S\uparrow }}}
- и концентрированными щелочами:

{\displaystyle {\mathsf {In_{2}S_{3}+3NaOH+3H_{2}O\ {\xrightarrow {~100^{o}C}}\ 2In(OH)_{3}\downarrow +3NaHS}}}
- При спекании с сульфидом натрия образует тиосоли:

{\displaystyle {\mathsf {In_{2}S_{3}+3Na_{2}S\ {\xrightarrow {}}\ 2Na_{3}[InS_{3}]}}}
{\displaystyle {\mathsf {In_{2}S_{3}+Na_{2}S\ {\xrightarrow {120^{o}C}}\ 2Na[InS_{2}]}}}
- Окисляется кислородом:

{\displaystyle {\mathsf {2In_{2}S_{3}+9O_{2}\ {\xrightarrow {650^{o}C}}\ 2In_{2}O_{3}+6SO_{2}}}}